# مؤسسه فناوری هند بمبئی
مؤسسه فناوری هند بمبئی (به انگلیسی: Indian Institute of Technology Bombay مخفف IITB یا IIT Bombay) یا آی‌آی‌تی بمبئی، دانشگاهی دولتی و یک مؤسسه آموزش عالی مهندسی و پژوهشی از مجموعه مؤسسات فناوری هند مشهور به آی‌آی‌تی است که در پوای بمبئی در کشور هندوستان واقع شده‌است.
در رتبه‌بندی QS دانشگاه‌های جهان در سال ۲۰۱۴ آی‌آی‌تی بمبئی به عنوان برترین دانشگاه هند قرار گرفت.
این دانشگاه دومین قدیمی‌ترین (پس از مؤسسه فناوری هند کاراگپور) دانشگاه در مجموعه مؤسسات فناوری هند مشهور به آی‌آی‌تی است. که در سال ۱۹۵۸ با کمک یونسکو و با بودجه کمکی توسط اتحاد جماهیر شوروی تأسیس شد.
در سال ۱۹۶۱ مجلس هند دانشگاه‌های آی‌آی‌تی را به عنوان «مؤسسهٔ مهم ملی» تصویب کرد.
این دانشگاه شامل بیش از ۵۸۴ ساختمان عمده با مساحت بیش از ۲/۲۲ کیلومتر مربع (۵۵۰ هکتار یا ۲۳۹۶ فوت مربع) است.
آی‌آی‌تی بمبئی دارای یک برنامه جامع برای تحصیلات تکمیلی و ارائه دکترا در علوم مهندسی و ریاضیات است. در حال حاضر آی‌آی‌تی بمبئی در مجموع از ۱۴ بخش دانشگاهی، شش مرکز، یک مدرسه و سه برنامه میان رشته‌ای تشکیل شده‌است. در ۵۳ سال گذشته بیش از ۳۹٬۰۰۰ مهندسن و دانش‌آموخته از این مؤسسه فارغ‌التحصیل شده‌اند. برنامه‌های آموزشی این دانشگاه شامل علوم طبیعی و مهندسی، علوم انسانی، علوم اجتماعی (مانند اقتصاد، انگلیسی، فلسفه، روانشناسی و جامعه‌شناسی) طراحی صنعتی و مطالعات مدیریت است.

## رتبه‌بندی
بر طبق در رتبه‌بندی QS جهانی دانشگاه‌ها در سال ۲۰۱۵ رتبه کلی بین‌المللی آی‌آی‌تی بمبئی در سطح جهان ۲۰۲ و ۴۶ میان موسسات آسیایی است. در رتبه‌بندی مراکز آموزش عالی و دانشگاه‌های جهان توسط تایمز در سال ۲۰۱۵ و ۲۰۱۶ رتبه آی‌آی‌تی بمبئی در بالای رتبه ۴۰۰ قرار دارد. و در هند در میان دانشگاه‌های مهندسی رتبه دوم توسط موسسه چشم انداز هند در سال ۲۰۱۵ شناخته شده‌است. همچنین مجله مشاغل ۳۶۰ در سال ۲۰۱۵ آی‌آی‌تی بمبئی را در رتبه دوم برترین دانشگاه‌های هند معرفی کرد. آی‌آی‌تی بمبئی رتبه دوم در رتبه بندی منتشر شده توسط وزارت توسعه منابع انسانی هند در مارس ۲۰۱۶ را داراست.
و طبق رده بندی qs در سال 2022 این دانشگاه در رتبه 177 جهان ایستاد

## بخش‌ها، مراکز و مدارس

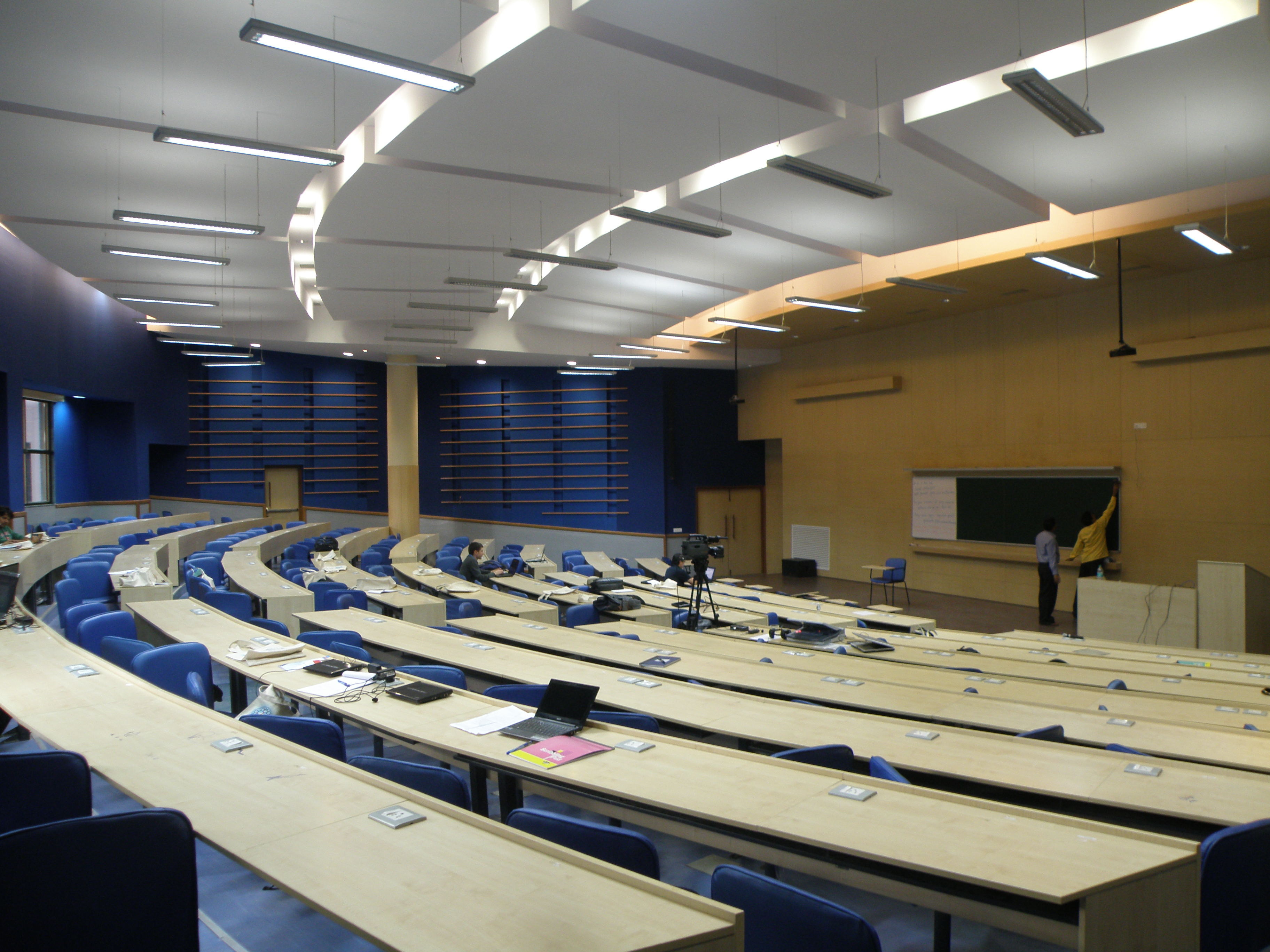
سالن سخنرانی

آی‌آی‌تی بمبئی دارای ۱۷ بخش ۱۳ مرکز چند رشته‌ای و ۳ مدرسه عالی است. این بخش‌های دانشگاهی شامل موارد زیر است:
- مهندسی هوا فضا
- مکانیک کاربردی
- علوم زیستی و مهندسی زیستی
- مهندسی شیمی
- شیمی
- مهندسی عمران
- علوم کامپیوتر و مهندسی
- علوم زمین
- مهندسی برق
- انرژی در علوم و مهندسی
- مطالعات شهری و برنامه‌ریزی
- علوم انسانی و علوم اجتماعی
- طراحی صنعتی
- ریاضیات
- مهندسی مکانیک
- متالورژی و مهندسی مواد از جمله علوم و مهندسی خوردگی
- فیزیک

مراکز چند رشته‌ای واقع در آی‌آی‌تی بمبئی عبارتند از:
- مرکز طراحی صنعتی
- مرکز طراحی به کمک کامپیوتر
- مرکز تحقیقات فناوری نانو و علوم
- مرکز هوافضا سیستم‌های طراحی و مهندسی
- مرکز کامپیوتر
- مرکز برنامه مهندسی آموزش و پرورش از راه دور
- مرکز علوم و مهندسی محیط زیست
- مرکز مطالعات مهندسی منابع. تأسیس ۱۹۷۶ که درگیر در حال توسعه فناوری سنجش از راه دور و کاربرد آن در مدیریت منابع طبیعی و نظارت بر محیط زیست است.
- مرکز فناوری جایگزین برای مناطق روستایی
- مرکز رسمی طراحی و تایید نرم‌افزار
- تأسیسات تحلیل پیچیده ابزار
- مرکز عالی نانو
- مرکز ملی فتوولتائیک تحقیقات و آموزش و پرورش
- جامعه نوآوری و کارآفرینی[۱۳]

سه مدرسه عالی در آی‌آی‌تی بمبئی عبارتند از:
- مدرسه علوم زیستی و مهندسی زیستی
- دانشکده مدیریت
- دانشکده فناوری اطلاعات (KReSIT)

علاوه بر این آی‌آی‌تی بمبئی سه برنامه میان رشته‌ای نیز ارائه می‌دهد:
- تکنولوژی آموزشی
- مهندسی صنایع و تحقیق در عملیات
- سیستم‌های کنترل و مهندسی

## برنامه دانشگاهی
| درجه                           | تخصص |
| کارشناسی تکنولوژی (BTech)      | هوافضا، مهندسی شیمی، مهندسی عمران، مهندسی، علوم کامپیوتر و مهندسی، مهندسی برق، مهندسی فیزیک، مهندسی مکانیک، متالورژی، مهندسی و علم مواد. |
| درجه دو (BTechهای MTech)       | هوافضا، مهندسی، مهندسی شیمی، مهندسی عمران، مهندسی برق، مهندسی انرژی، مهندسی فیزیک، مهندسی مکانیک، متالورژی، مهندسی و علم مواد. |
| کارشناسی ارشد تکنولوژی (MTech) | هوافضا، مهندسی شیمی، مهندسی عمران، مهندسی، علوم کامپیوتر و مهندسی، مهندسی برق، Geo-اکتشاف ژئو انفورماتیک و منابع طبیعی، مهندسی نفت، علوم، فناوری اطلاعات، مهندسی مکانیک و متالورژی، مهندسی و علم مواد. مهندسی خوردگی علوم و مهندسی سیستم‌های انرژی، مهندسی علوم و مهندسی محیط زیست مهندسی صنایع و تحقیق در عملیات (IEOR) قابلیت اطمینان مهندسی سیستم‌ها و کنترل، مهندسی، نانو، مرکز تکنولوژی جایگزین برای مناطق روستایی (تکنولوژی و توسعه). |
| کارشناسی ارشد (MSc)            | زمین‌شناسی کاربردی ژئوفیزیک کاربردی آمار و انفورماتیک کاربردی (ASI) بیوتکنولوژی و شیمی و فیزیک و ریاضیات. |
| کارشناسی ارشد طراحی (M Des)    | طراحی صنعتی، ارتباط تصویری، تعامل، طراحی انیمیشن |
| استاد فلسفه (MPhil)            | برنامه‌ریزی و توسعه |
| کارشناسی ارشد مدیریت (M Mgmt.) | مدیریت عمومی |
| دکترا                          | تمام رشته‌های مهندسی، رشته‌های میان‌رشته‌ای در حوزه رشته‌های علوم انسانی و علوم اجتماعی. |

## نگارخانه

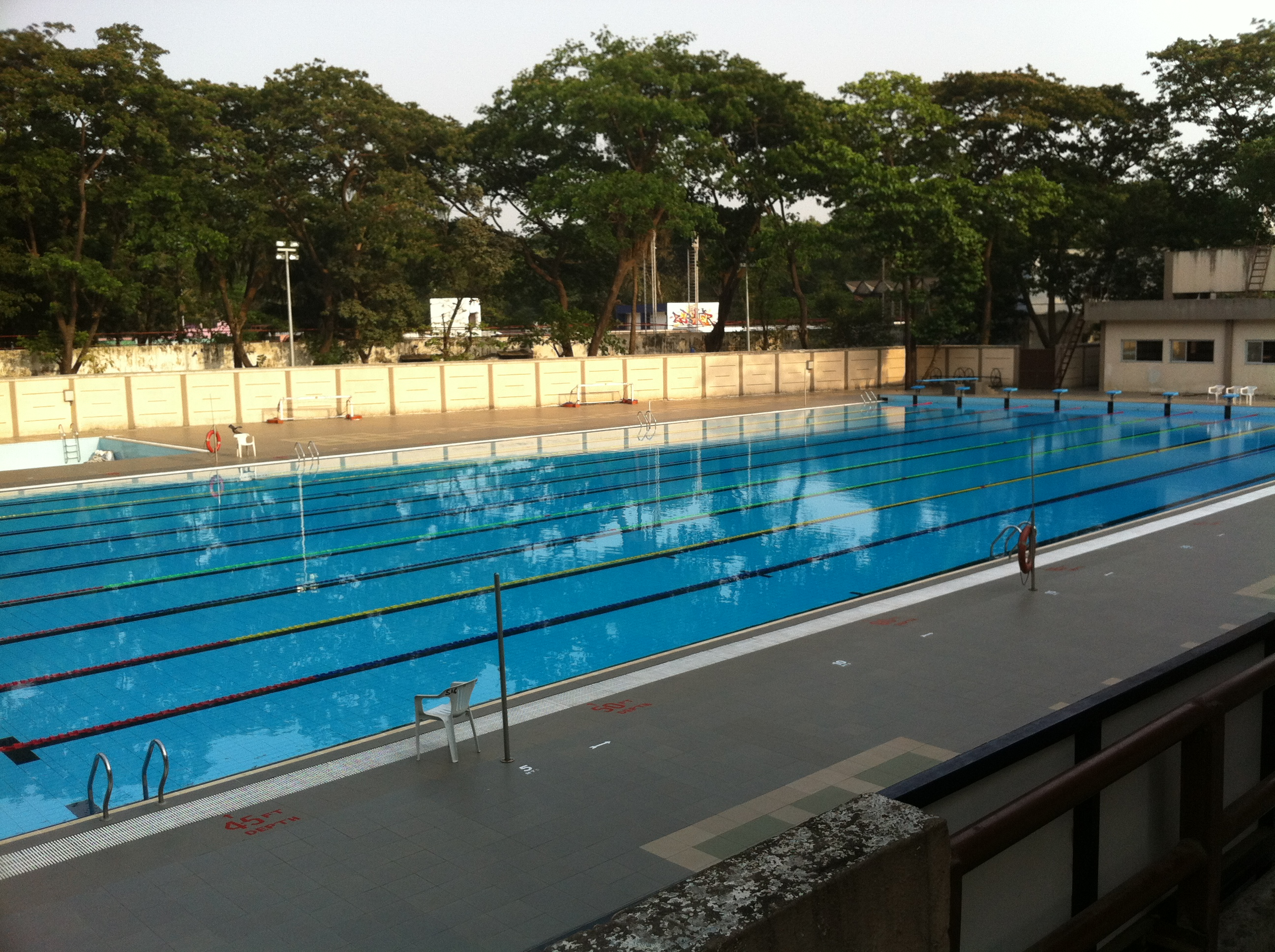
استخر شنا در آی‌آی‌تی بمبئی استاندارد المپیک
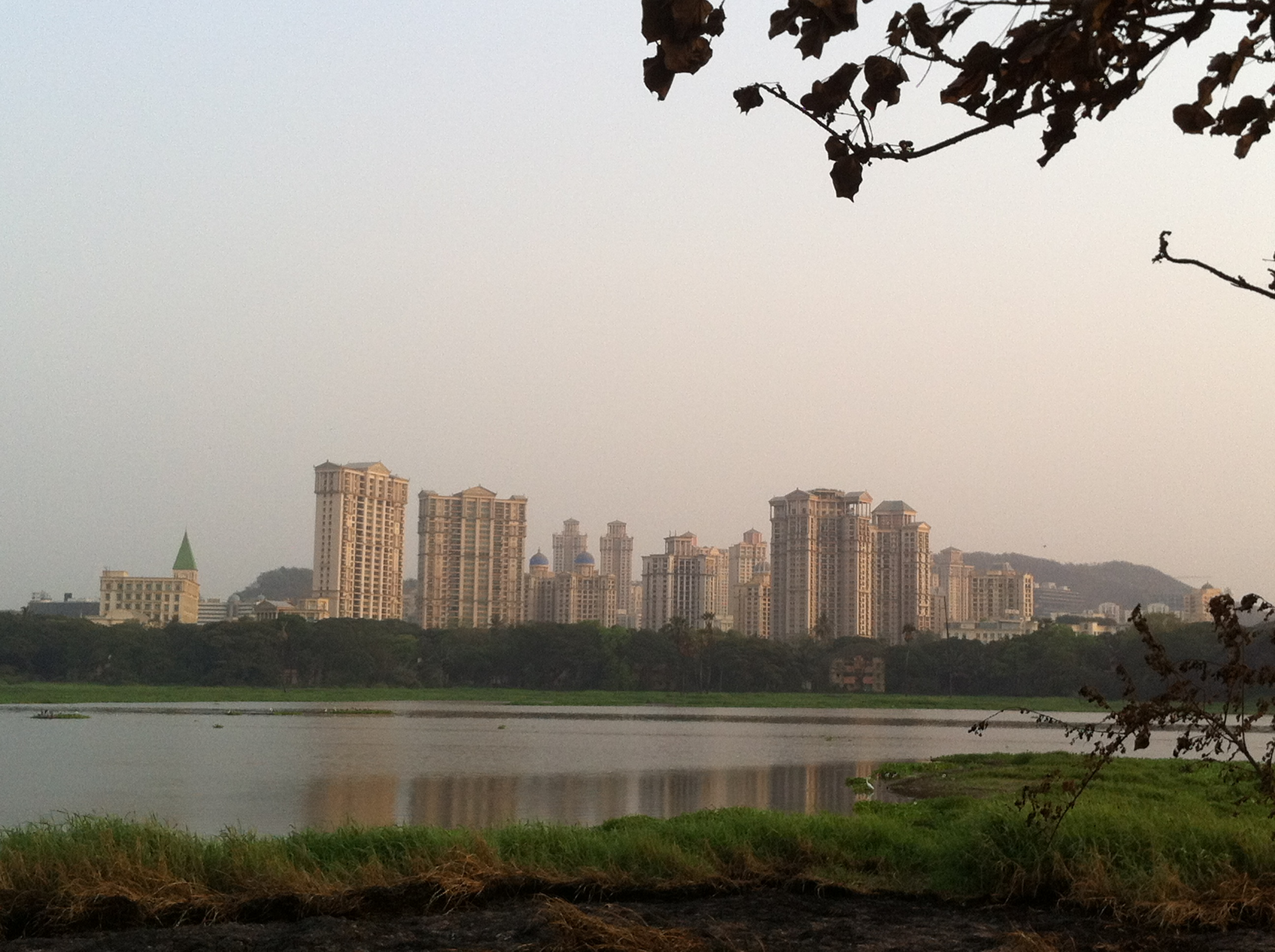
نمایی از دریاچه و منطقه پوای از داخل آی‌آی‌تی بمبئی
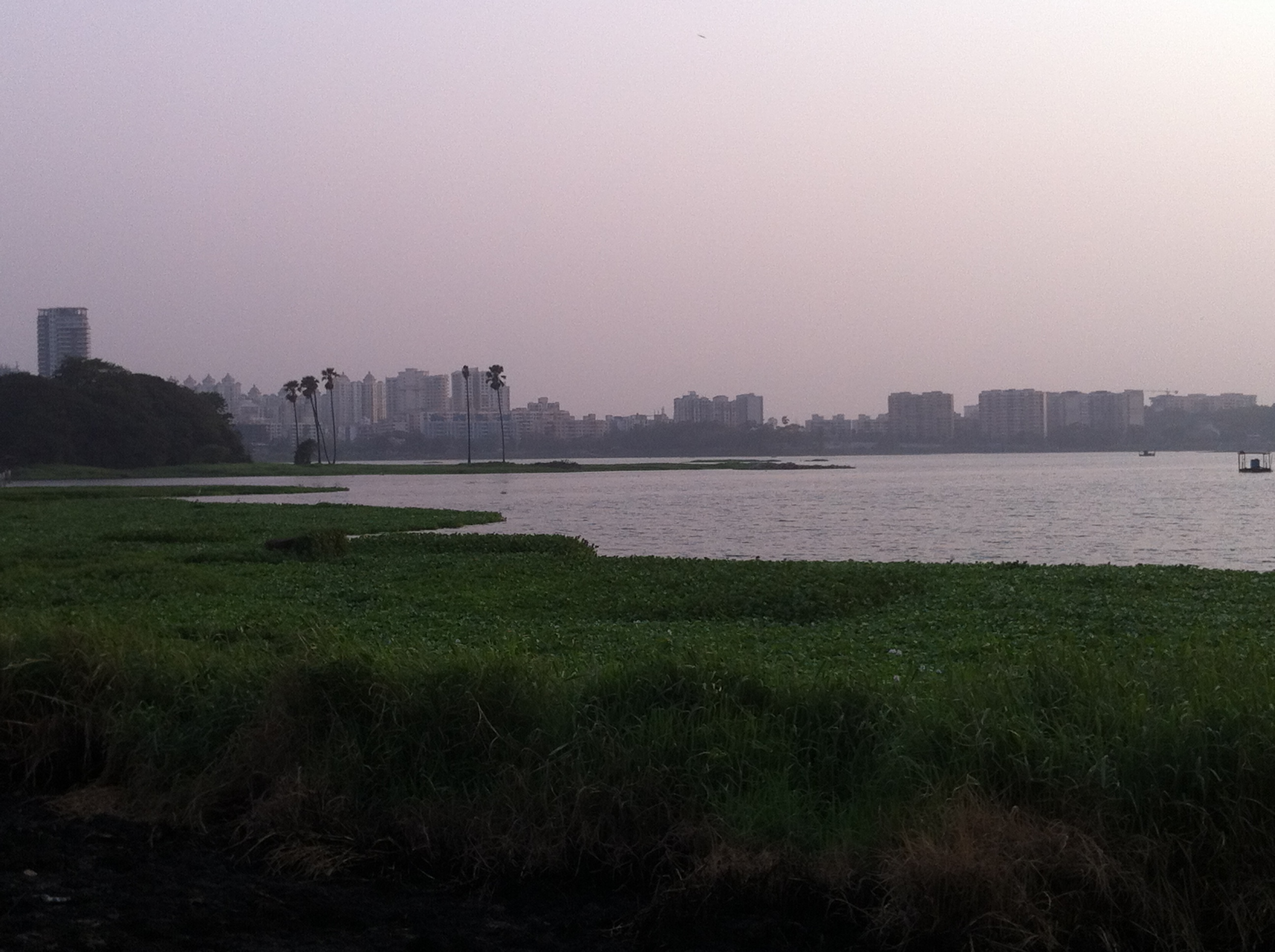
دریاچه پوای
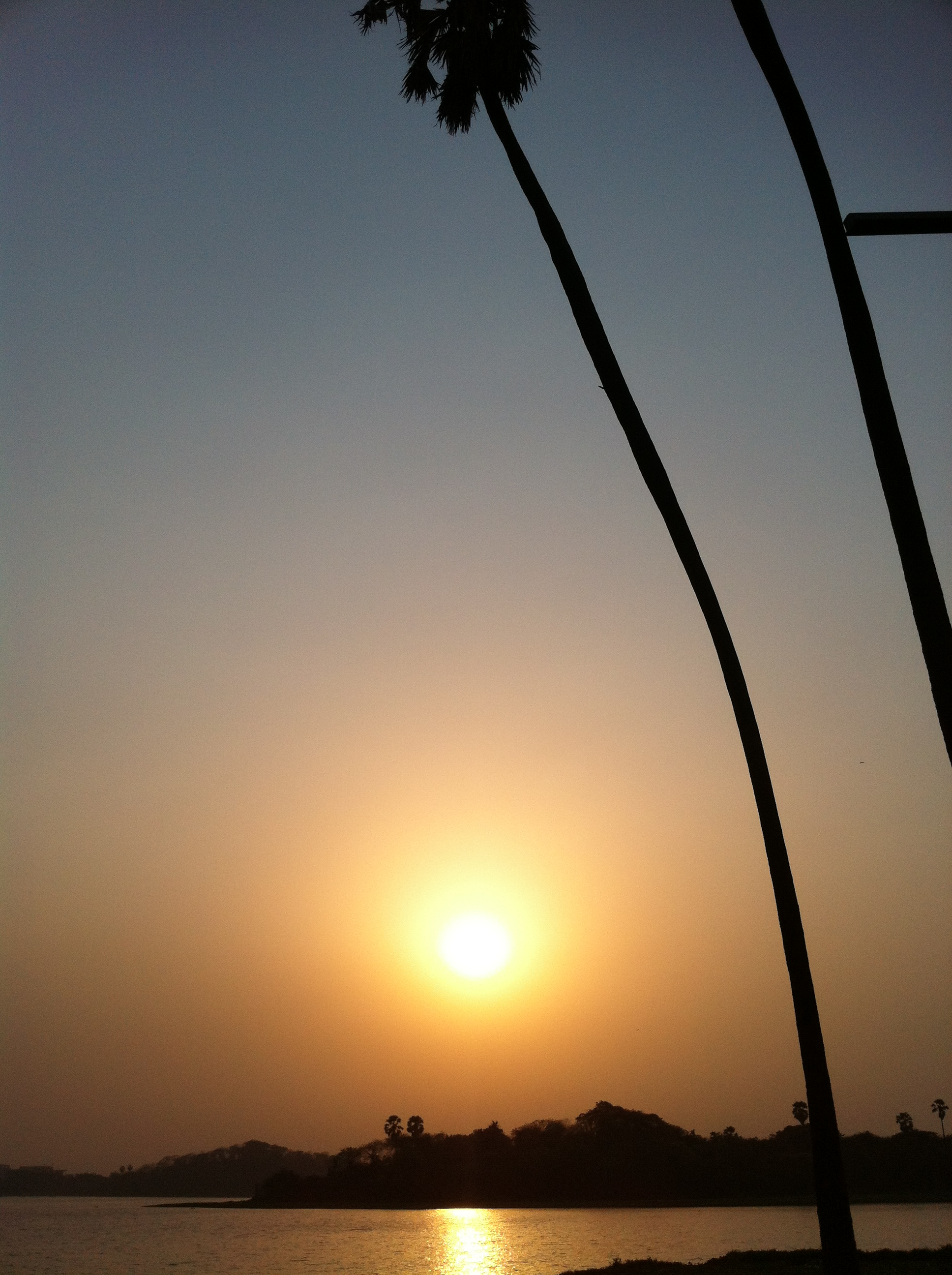
غروب آفتاب در دریاچه پوای،  آی‌آی‌تی بمبئی